# Lithodes ceramensis
Lithodes ceramensis is een tienpotigensoort uit de familie van de Lithodidae. De wetenschappelijke naam van de soort is voor het eerst geldig gepubliceerd in 2004 door Takeda & Nagai.